# За справедливость
«За справедливость» (исп. Primero Justicia, PJ) — социально-либеральная партия Венесуэлы, основанная в 2000 году в качестве региональной партии, с 2003 года — национальная. С 2010 года по результатам региональных, парламентских и президентских выборов ведущая оппозиционная партия Венесуэлы. Позиционируется как левоцентристская, хотя её часто определяют как правоцентристскую.
Основные лидеры: Энрике Каприлес, губернатор второго по населению штата Миранда с 2008 года, единый кандидат античавистской оппозиции на президентских выборах 2012 и 2013 годов; Хулио Борхес, Национальный координатор партии и депутат Национальной ассамблеи; Карлос Окарис, мэр муниципалитета Сукре (штат Миранда) с 2008 года.

## Программа
«За справедливость» позиционируется как прогрессивная гуманистическая партия, чья политика направлена на людей и согласована с интегральным гуманизмом. В марте 2009 года национальный координатор партии Хулио Борхес заявил, что в Венесуэле налицо государственный капитализм, а не социализм. «За справедливость», по словам Борхеса, выступает за сильное государство, которое имеет чёткие правила, и «демократизацию общественной и частной собственности». Лидер партии Энрике Каприлес, баллотируясь в президенты в 2012 году, определил себя как прогрессиста и гуманиста.
Фундаментальные ценности: свобода, прогресс, равенство, солидарность, справедливость, субсидиарность и участие.

## История
«За справедливость» была создана в разгар политического и экономического кризиса в 1992 году в качестве гражданского объединения группой студентов под руководством Алирио Абреу Бурелли. Члены группы была обеспокоены ухудшением судебной власти в стране и искали пути реформы правовой системы Венесуэлы. Абреу Бурелли был судьёй федерального Верховного суда и вице-президентом Межамериканского суда по правам человека при Организации американских государств (ОАГ).
На политическую арену «За справедливость» вышла в 1999 году, представив во время выборов в Конституционную ассамблею Венесуэлы свой проект новой конституции. В следующем году гражданское объединение было преобразовано в политическую партию, сначала в качестве региональной. В июле того же 2000 года «За справедливость» успешно дебютировала на парламентских выборах, добившись избрания сразу пяти своих членов в Национальную ассамблею: Карлос Окарис, Херардо Альберто Блайд Перес, Хулио Борхес, Рамон Хосе Медина Симанкас и Леопольдо Мартинес Нусете, к которым в 2001 году присоединилась депутат от Альянса смелых людей Лилиана Эрнандес. На региональных выборах, состоявшихся в один день с национальными, три кандидата партии были избраны мэрами, Леопольдо Лопес (Чакао, Каракас, штат Миранда), Энрике Каприлес (Барута, Каракас, штат Миранда) и Густаво Маркано (Диего-Баутиста-Урбанеха (Лечерия), штат Ансоатеги).
1 марта 2002 года Национальный избирательный совет Венесуэлы зарегистрировал «За справедливость» в качестве национальной партии. В том же 2002 году партия присоединилось к оппозиционной коалиции политических партий, общественных объединений и неправительственных организаций «Демократический координатор» (исп. Coordinadora Democrática), распущенной после поражения оппозиции на референдуме 2004 года.
В 2004 году «За справедливость» приняла участие в региональных выборах, несмотря на призывы к их бойкоту от некоторых оппозиционных групп, которые осудили мошенничество при определении результатов референдума, состоявшегося в том же году. Это позволило переизбраться Энрике Каприлесу и Леопольдо Лопесу, а также победить на выборах мэра муниципалитета Лос-Салиас (штат Миранда) Хуану Фернандесу. В то же время многие из кандидатов партии «За справедливость» последовали примеру большей части оппозиции и отказались участвовать в выборах.
В 2005 году Национальный политический комитет партии «За справедливость», несмотря на возражения Каприлеса, Борхеса и Окариса, решил вместе с другими ведущими оппозиционными партиями бойкотировать очередные парламентские выборы, в результате чего партия осталась без своих представителей в Ассамблее.

Ведущие оппозиционные партии по итогам президентских выборов 2006 года. Результаты голосования по штатам

27 мая 2005 года бывший депутат от штата Миранда Хулио Борхеса объявил в Маракайбо о выдвижении своей кандидатуры на президентских выборах 2006 года. Пытаясь стать альтернативой действующему президенту Уго Чавесу, он представил программу, названную «Народный прогресс» (исп. Progreso Popular), в которой делалась ставка на решении проблем занятости, безопасности и правосудия. Свою кампанию Борхес вёл под лозунгом «Сначала Венесуэла» (исп. Primero Venezuela). Позднее партия «За справедливость», как и большая часть оппозиции, решила поддержать на президентских выборах Мануэля Росалеса, ранее мэра Маракайбо и губернатора штата Сулия. Партия принесла Росалесу 11,16 % голосов избирателей, став третьей в стране политической силой после правящего Движения за Пятую республику и оппозиционной партии «Новое время».
В феврале 2007 года в партии «За справедливость» состоялись внутренние выборы, приведшие к углублению раскола, возникшего ещё в 2005 году по вопросу о бойкоте парламентских выборов. Внутрипартийный конфликт завершился победой фракции Каприлеса-Борхеса-Окариса и выходом из партии их оппонентов, вначале создавших свою партию, «Народная справедливость» (исп. Justicia Popular), а затем влившихся в состав партии «Новое время». Несмотря на это, во внутренних выборах приняло участие свыше 60 % членов партии.
В 2007 году президент Венесуэлы Уго Чавес предложил изменить 69 статей Конституции 1999 года с целью расширения полномочий исполнительной власти и объявления Венесуэлы социалистическим государством. «За справедливость» стала первой оппозиционной партией, призвавшей провести кампанию для того, чтобы убедить избирателей отклонить на референдуме поправки, предложенные президентом и пропрезидентским парламентом. Несмотря на готовность части оппозиции бойкотировать конституционный референдум, большинство оппозиционных партий приняли решение участвовать в нём, образовав оппозиционную коалицию «Национальное единство» (исп. Unidad Nacional). Проведя кампанию под лозунгом «Так нет» (исп. así NO), оппозиции удалось привлечь на свою сторону большинство активных избирателей, одержав первую (и последнюю) общенациональную победу над Чавесом, до этого неизменно пользовавшегося поддержкой народа во время голосований.
По итогам региональных выборах 2008 года «За справедливость» стала крупнейшей оппозиционной партией в Федеральном округе и штате Миранда. Энрике Каприлес стал первым в истории партии, победив в штате Миранда действующего губернатора Диосдадо Кабельо. Карлос Окарис был избран мэром муниципалитета Сукре, известного как город с самым большим количеством трущоб в Латинской Америке. Также кандидатам партии удалось одержать победы на выборах мэров ряда больших муниципалитетов (Лос-Салиас, Арисменди (Нуэва-Эспарта) Сан-Кристобаль).
В 2008 году «За справедливость» вместе с рядом крупных оппозиционных партий подписали Соглашение о национальном единстве, чтобы вместе бороться с авторитарным, по их мнению, режимом Уго Чавеса. 8 июня 2009 года «За справедливость» вместе с другими участниками Соглашения о национальном единстве сформировали оппозиционный блок «Круглый стол демократического единства» (исп. Mesa de la Unidad Democrática, MUD).
15 февраля 2009 года состоялся референдум по вопросу отмены ограничений на количество номинаций на пост президента, губернаторов, депутатов и мэров, инициированный Уго Чавесом. «За справедливость» и другие оппозиционные партии выступили против, но проведённая ими кампания «НЕТ» не увенчалась успехом.
По итогам парламентских выборах 2010 года партия заняла второе место в стране по количеству голосов и смогла увеличить своё представительство в Национальной ассамблее до 6 депутатов, из которых двое были избраны от штата Миранда (Хулио Борхес и Хуан Карлос Кальдера), по одному от Ансоатеги (Рикард Артеага), Федерального округа (Динора Фигера), Арагуа (Рикард Мардо) и Сулии (Томас Гуанипа), а также получили 6 мандатов для запасных депутатов (исп. Diputada Suplente). Позднее к фракции партии «За справедливость» присоединились 9 депутатов от других партий, в том числе 5 запасных.
В 2012 и 2013 годах дважды подряд лидер партии «За справедливость» Энрике Каприлес Радонски становился единым кандидатом оппозиции на президентских выборах. В 2012 году ему пришлось соревноваться с Уго Чавесом; в итоге, он набрал 44,31 % голосов. В 2013 году, на досрочных выборах Энрике Каприлес, обещавший сохранить созданные при Чавесе для неимущих венесуэльцев боливарианские миссии и ориентироваться на «умеренную левоцентристскую» модель бразильского президента Лулы, получил 49,07 % голосов и уступил преемнику умершего Чавеса Николасу Мадуро всего лишь 1,5 процентных пункта.
На парламентских выборах 2015 года «За справедливость» стала второй партией страны не только по количеству голосов, но и количеству мандатов. уступив только правящей Единой социалистической партии. В Национальную ассамблею было избрано 33 депутата от партии «За справедливость».
На региональных выборах 2017 года «За справедливость» участвовала в борьбе за должность губернатора в 6 штатах (в 5 из них — по итогам внутренних выборов коалиции Круглый стол демократического единства, в шестом — без внутренних выборов, в результате внутриоппозиционных договорённостей). На выборах победил лишь 1 кандидат от партии, Хуан Пабло Гуанипа, баллотировавшийся в штате Сулия, но он посчитал незаконным требование приносить присягу перед Конституционным собранием, после чего был отстранён от должности Законодательным собранием штата Сулия, а на повторных выборах губернатора победу одержал член Единой социалистической партии Венесуэлы Омар Прието.

Процент голосов за PJ на региональных выборах 2004 года. Серым цветом обозначен штат Амасонас, в котором партия не участвовала в выборах.
Процент голосов за PJ на президентских выборах 2006 года.
Процент голосов за PJ на региональных выборах 2008 года. Серым цветом обозначен штат Амасонас, в котором партия не участвовала в выборах.
Процент голосов за PJ на парламентских выборах 2010 года.

## Организация
Высшим органом партии является Национальный политический комитет (исп. Comité Político Nacional), в который входят представители всех штатов, в которых представлена партия.
За общее руководство отвечает Национальный руководящий совет (исп. Junta de Dirección Nacional), который несёт ответственность перед НПК. Аналогичным образом партия организована на региональном и местном уровне, где действуют политические комитеты и руководящие советы штатов и муниципалитетов. Члены политических комитетов избираются путём голосования членов партии. В дополнение к политической структуры действуют секретариаты, каждый из которых несёт ответственность за определённую сферу деятельности. Среди них есть секретариаты организационный, международный, муниципальных дел и другие.

### Руководство партии
- Лидер — Энрике Каприлес Радонски
- Генеральный секретарь — Томас Гуанипа (с 2007 года)
- Национальный координатор — Хулио Борхес (с 2000 года)